# Eugenio Gamurrini
Eugenio Gamurrini (1620 – 2 giugno 1692) è stato un monaco cristiano, teologo e letterato italiano.

## Biografia
Nobile aretino, monaco benedettino cassinese, teologo e familiare del granduca di Toscana Cosimo III de' Medici, come affermato dallo stesso Gamurrini, compose tra il 1668 e il 1685 l'opera monumentale in 5 volumi Istoria genealogica delle famiglie nobili toscane, et vmbre nella quale illustra le storie e genealogie delle più importanti famiglie nobili toscane ed umbre. L'opera, che risente delle approssimazioni del tempo e di evidenti inesattezze, rimane comunque uno dei più noti sforzi di ricostruzione storica effettuati nel Seicento. Eugenio Gamurrini fu inoltre membro dell'Accademia degli Apatisti fondata a Firenze nel 1635.

## Opere

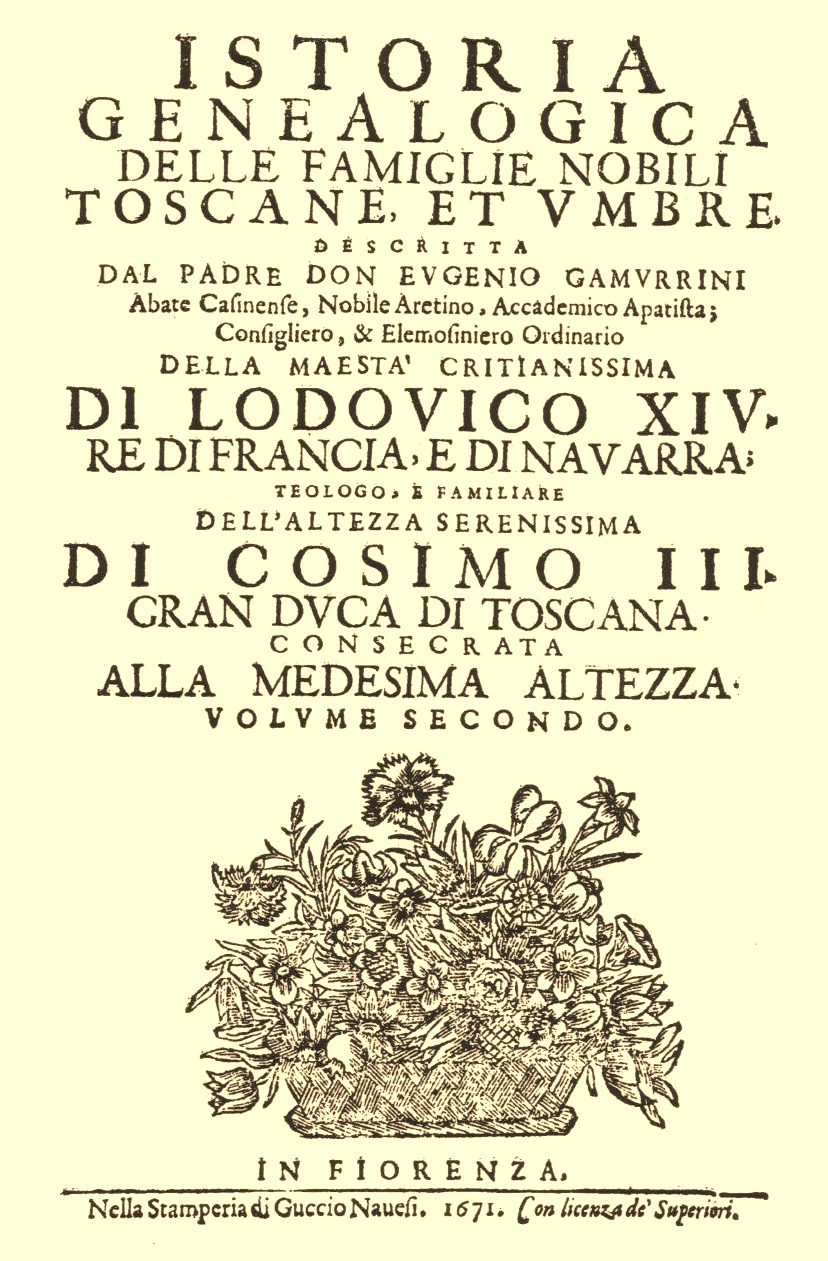
Frontespizio del secondo volume dell'opera Istoria genealogica delle famiglie nobili toscane, et vmbre di Eugenio Gamurrini (1671)

- Istoria genealogica delle famiglie nobili toscane, et vmbre (5 volumi), Firenze, 1668 (consultabile online), 1671 (online), 1673, (online), 1679 (online) e 1685 (online);
- Continuazione dell'Istoria genealogica delle famiglie nobili toscane, et vmbre, Roma, 1691.